# Dağıstan, Ceyhan
Dağıstan là một xã thuộc huyện Ceyhan, tỉnh Adana, Thổ Nhĩ Kỳ. Dân số thời điểm năm 2009 là 316 người.